# Statistical Parametric Mapping
Statistical parametric mapping, SPM, är en statistisk metod som används för att beräkna skillnader i hjärnaktivitet som registrerats i experiment med olika former av hjärnröntgen, såsom CT, PET eller fMRI. Metoden är utvecklad av Karl Friston.
SPM kan också syfta på en datorprogram för att utföra dessa statistiska analyser, utvecklat vid Wellcome Department of Imaging Neuroscience, University College London.